# Wielkomękowska Głębia
Wielkomękowska Głębia – głębia, część Zalewu Szczecińskiego, w jego południowo-wschodniej części przy brzegu Dolina Dolnej Odry. Znajduje się na południowy zachód od Zatoki Wódzkiej. Na północ od głębi – wyspa Wichowska Kępa.
Wody głębi w całości należą do gminy Stepnica.
Nazwę Wielkomękowska Głębia wprowadzono urzędowo w 1949 roku, zastępując poprzednią niemiecką nazwę Groß Mankow.
Dawna zatoka Roztoki Odrzańskiej znajdująca się na południowy zachód od Wielkomękowskiej Głębi, o niemieckiej nazwie Klein Mankow, uległa całkowitemu wypłyceniu i zarosła.